# Stade De Warande
Le Complexe sportif communal De Warande (en néerlandais : Stedelijke sportcomplex De Warande) aussi appelé simplement  De Warande est un stade multifonctionnelle situé à Diest à la pointe Nord-Est du Brabant flamand.
Le stade, dont la pelouse est une des plus grandes de Belgique, appartient à la Ville de Diest. Il est celui du K. FC Diest qui y évolua en Division 1.

## Autres clubs résidents
- Athlétisme : Diestse Atletiek Club

### Sources et Liens externes
- Page du stade sur le site du K. FC Diest